# Shanshan Airport
Shanshan Airport är en flygplats i Kina. Den ligger i den autonoma regionen Xinjiang, i den nordvästra delen av landet, omkring 240 kilometer sydost om regionhuvudstaden Ürümqi. Shanshan Airport ligger 449 meter över havet.
Runt Shanshan Airport är det mycket glesbefolkat, med 5 invånare per kvadratkilometer. Närmaste större samhälle är Shanshan, 6,0 km sydväst om Shanshan Airport. Trakten runt Shanshan Airport består till största delen av jordbruksmark.
Genomsnittlig årsnederbörd är 57 millimeter. Den regnigaste månaden är juni, med i genomsnitt 13 mm nederbörd, och den torraste är april, med 2 mm nederbörd.